# Lista de vulcões da França
Esta é uma lista de vulcões ativo e inativo da França.
| Nome                 | Elevação | Elevação | Localização                 | Última erupção |
| Nome                 | metros   | pés      | Coordenadas                 | Última erupção |
| -------------------- | -------- | -------- | --------------------------- | -------------- |
| Chaîne des Puys      | 1464     | 4803     | 45° 46′ 30″ N, 2° 58′ 12″ L | 4040 aC        |
| Cantal estratovulcão | 1855     | 6086     | 45° 03′ 32″ N, 2° 45′ 40″ L | 2.9 mya        |